# Lohe (Hagen im Bremischen)
Lohe is een dorp en voormalige gemeente in het Landkreis Cuxhaven in de deelstaat Nedersaksen. Het dorp werd in 1974 gevoegd bij de gemeente Bramstedt die zelf in 2014 opging in Hagen im Bremischen. 